# Ottersthal
Ottersthal (deutsch Otterstal) ist eine französische Gemeinde mit 808 Einwohnern (Stand 1. Januar 2021) im Département Bas-Rhin in der Region Grand Est (bis 2015 Elsass). Die Ortschaft liegt nördlich von Saverne am Rande der Vogesen.

## Bevölkerungsentwicklung
| 1962 | 1968 | 1975 | 1982 | 1990 | 1999 | 2004 | 2014 |
| ---- | ---- | ---- | ---- | ---- | ---- | ---- | ---- |
| 567  | 632  | 818  | 815  | 759  | 786  | 750  | 674  |